# Emiliano Martínez (football, 1999)
Emiliano Martínez, né le 17 août 1999 à Punta del Este en Uruguay, est un footballeur uruguayen qui évolue au poste de milieu défensif au SE Palmeiras.

## Biographie

### Club Nacional
Né à Punta del Este en Uruguay, Emiliano Martínez est formé par l'un des clubs de la capitale uruguayenne, le Club Nacional. 
Avec l'équipe des moins de 20 ans, il participe à la Copa Libertadores des moins de 20 ans en 2018. Lors de cette compétition organisée dans son pays natal, il joue quatre matchs. Le Nacional remporte le tournoi en battant le club colombien d'Independiente del Valle en finale.
Il débute en professionnel le 16 septembre 2019, en championnat, contre le Liverpool Fútbol Club. Ce jour-là, il entre en jeu à la 80e minute, et son équipe l'emporte par quatre buts à un.
Le 29 juin 2020, il prolonge son contrat jusqu'en 2022 avec son club formateur. Il est sacré champion d'Uruguay en 2020.
En décembre 2020, il dispute les quarts de finale de la Copa Libertadores, contre le club argentin de River Plate.

### RB Bragantino
Le 30 août 2021, Emiliano Martínez s'engage pour un contrat courant jusqu'en août 2026 avec le RB Bragantino, au Brésil.

### FC Midtjylland
Le 31 août 2022, Emiliano Martínez rejoint le Danemark afin de s'engager en faveur du FC Midtjylland sous la forme d'un prêt avec option d'achat.
Le 16 novembre 2022, le FC Midtjylland lève l'option d'achat et Martínez signe un contrat courant jusqu'en juin 2027.

## Statistiques

### En sélection nationale
| Saison                | Sélection             | Phases finales        | Phases finales | Phases finales | Phases finales | Éliminatoires CDM | Éliminatoires CDM | Éliminatoires CDM | Matchs amicaux | Matchs amicaux | Matchs amicaux | Total | Total | Total |
| Saison                | Sélection             | Compétition           | M              | B              | Pd             | M                 | B                 | Pd                | M              | B              | Pd             | M     | B     | Pd    |
| --------------------- | --------------------- | --------------------- | -------------- | -------------- | -------------- | ----------------- | ----------------- | ----------------- | -------------- | -------------- | -------------- | ----- | ----- | ----- |
| 2022-2023             | Uruguay               | Coupe du monde 2022   | -              | -              | -              | -                 | -                 | -                 | 2              | 0              | 0              | 2     | 0     | 0     |
| 2023-2024             | Uruguay               | Copa América 2024     | 0              | 0              | 0              | -                 | -                 | -                 | -              | -              | -              | 0     | 0     | 0     |
| Total sur la carrière | Total sur la carrière | Total sur la carrière | 0              | 0              | 0              | -                 | -                 | -                 | 2              | 0              | 0              | 2     | 0     | 0     |

## Palmarès
Club Nacional
- Championnat d'Uruguay (1) :
  - Champion : 2020.

- Copa Libertadores des moins de 20 ans (1) :
  - Vainqueur : 2018.